# Rasterwandgerät

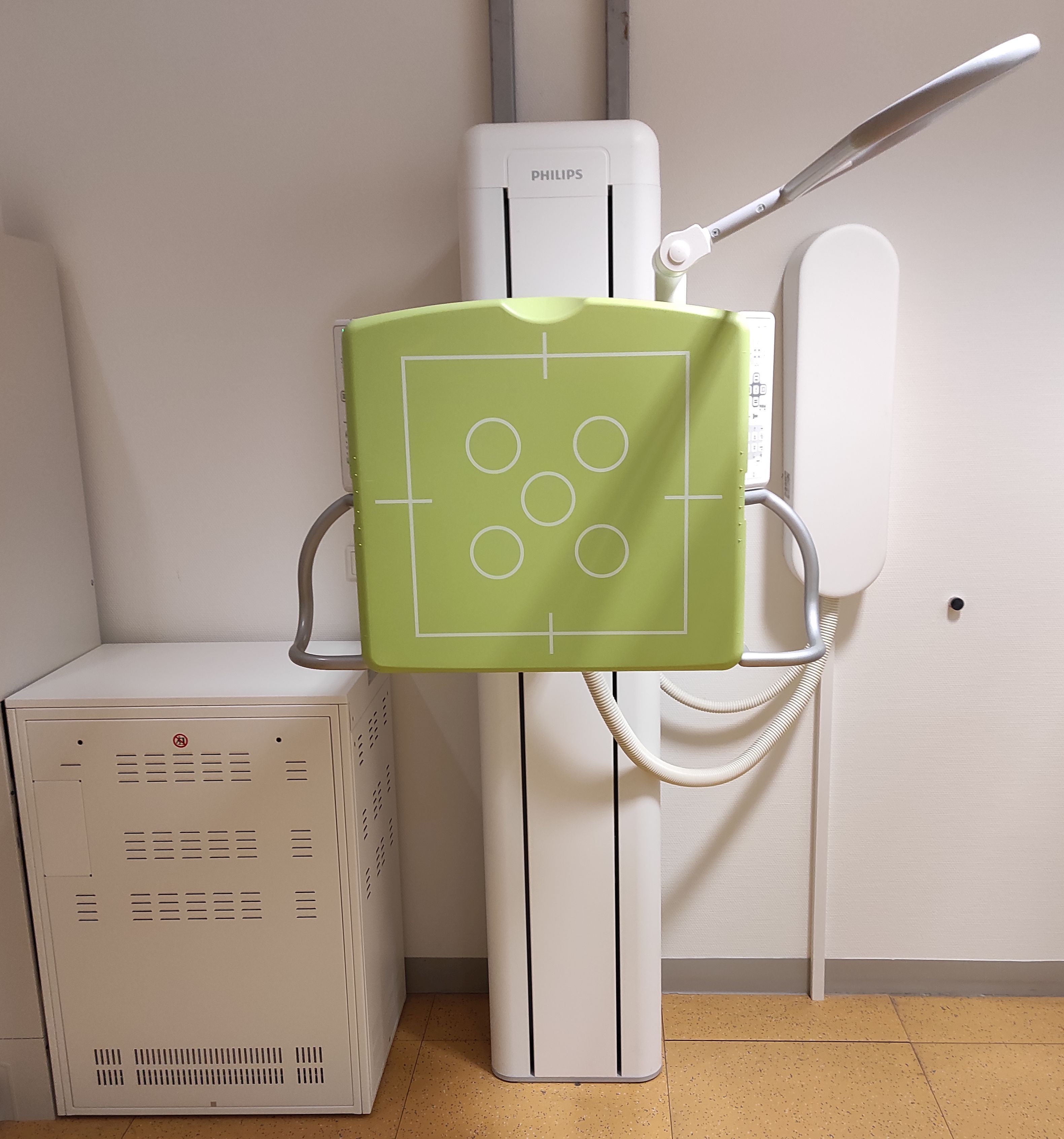
Rasterwandgerät; die 5 weißen Kreise zeigen die Positionen der Messkammern für die Belichtungsautomatik

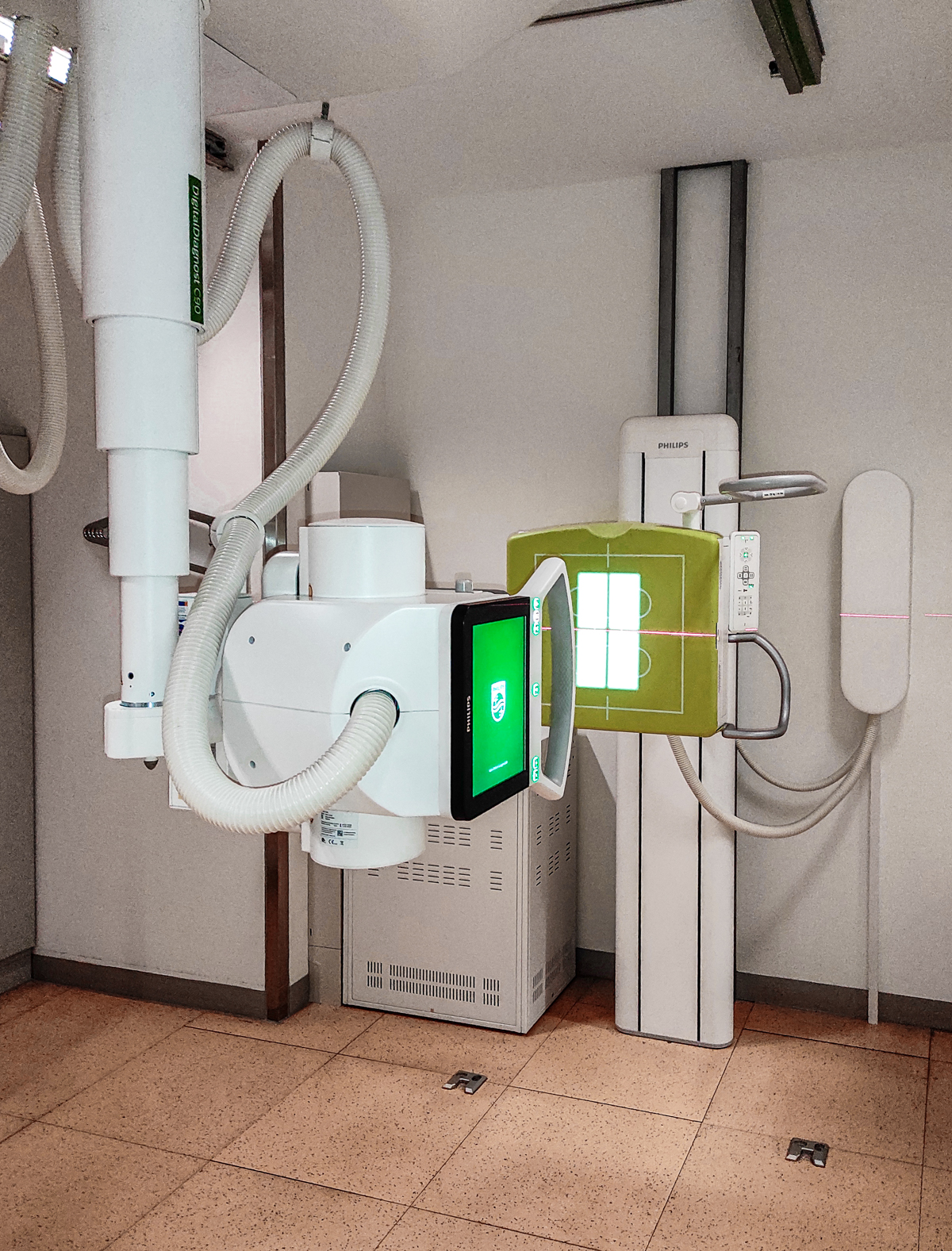
Rasterwandgerät; im Vordergrund: Röntgenröhre am deckengehängten 3D-Stativ, Lichtvisier und Laser eingeschaltet; Philips DigitalDiagnost C90

Ein Rasterwandgerät (RWG) ist eine Vorrichtung zur Erstellung von Röntgenaufnahmen stehender Patienten. Sie besteht aus einer an der Wand befestigten, vertikal verfahrbaren Platte, hinter der sich eine Lade für die Aufnahme einer Röntgenkassette sowie die Messkammern für die Belichtungsautomatik befinden. Mittlerweile werden jedoch fast ausschließlich digitale Detektoren verwendet, die unmittelbar nach der Aufnahme die Bilddaten digital an die Bedienkonsole übermitteln, wo sie nachverarbeitet und an das PACS versandt werden können. Zwischen der Platte und dem Röntgendetektor befindet sich ein Streustrahlenraster. Das Rasterwandgerät gehört zur Grundausstattung jeder Röntgenabteilung und ist fast immer Teil eines Bucky-Arbeitsplatzes, der auch einen Bucky-Tisch für Aufnahmen im Liegen enthält.
Mit einem Rasterwandgerät werden üblicherweise Röntgenaufnahmen von Thorax, Abdomen, Becken oder Wirbelsäule angefertigt.
Je nach Befestigungsart der beweglichen Platte spricht man auch von einem Bodenstativ, Bodenwandstativ, Bodendeckenstativ, Deckenstativ oder Wandstativ. Werden an dem Arbeitsplatz in erster Linie Lungenaufnahmen durchgeführt, wird es auch als Lungenstativ bezeichnet.
Dass all diese Apparaturen auf die Arbeit von Gustav Peter Bucky zurückgehen, ist noch heute in der englischen Bezeichnung dafür erkennbar, dem Bucky Stand.

## Technische Weiterentwicklungen
Das ursprüngliche Rasterwandgerät bestand nur aus einer Halterung für die Röntgenkassette und einer Aufnahme für das Streustrahlenraster. Im Laufe der Zeit wurden aber weitere Funktionen ergänzt. Zunächst wurden in der Wandhalterung Messkammern für die Messung und Steuerung der Belichtung eingebaut und die Anordnung und Größe der Messkammern auf der Oberfläche der Wandhalterung markiert. Wurden in der Wandhalterung seit Beginn des 20. Jahrhunderts durchwegs Röntgenfilme für die Bildaufzeichnung benutzt, begann man Anfang des 21. Jahrhunderts die Röntgenbilder auf Röntgenspeicherfolien zu erfassen und anschließend digital auszulesen und aufzuzeichnen. Da die dafür benutzten Kassetten dasselbe geometrische Format wie die vormals benutzten Röntgenfilmkassetten aufwiesen, konnte das mit denselben Röntgenanlagen erfolgen. Moderne Geräte verfügen heute (2022) über einen Flachbilddetektor für Röntgenstrahlen, der das Bild ohne Zeitverzögerung an die Bedienkonsole und anschließend an ein PACS überträgt.
Dieser kann fest eingebaut oder herausnehmbar und transportabel ausgeführt sein. Daneben gibt es oft eine automatische Nachführung, so dass sich die Position der Wandhalterung parallel zum 3D-Stativ bewegt, wenn es der Anwender vertikal verfährt. Eine moderne Röntgenanlage mit 3D-Stativ verfügt oft auch über eine Aufnahmeautomatik, mit Hilfe derer mehrere Einzelaufnahmen des Beines automatisiert durchgeführt und anschließend von der Software des Arbeitsplatzes zu einer Ganzbeinaufnahme zusammengesetzt werden können (stitching).